# 飯田橋
飯田橋（いいだばし）は、東京都千代田区の地名。現行行政地名は飯田橋一丁目から飯田橋四丁目。住居表示実施済みの地域。

## 地理
旧麹町区に当たる麹町地域の北端に位置する。北で文京区後楽、東で神田三崎町、南東で西神田、南で九段北、南西で富士見、西で新宿区神楽河岸・下宮比町と隣接し、北東に小石川後楽園を擁する。また、飯田橋という呼称は飯田橋駅周辺の汎称でもある。

### 河川
- 神田川

## 歴史

### 地名の由来
地名の由来は、現在の飯田橋駅東口に接する、飯田橋交差点の一部を構成する橋、「飯田橋」。

### 沿革
人名を起点としておおむね以下のような経緯を踏んでいる。
1. 飯田町（地名）
1590年（天正18年）、開府前の江戸で農村地帯だった現在の飯田橋周辺を徳川家康に案内したのが、土地の長老であった飯田喜兵衛なる人物であった。家康はその功を称え、一帯を「飯田町」と命名した[6]。
2. 飯田橋（橋名）
1881年（明治14年）、交通の便のため、新たに外濠を跨ぐ橋が架けられ、飯田町に接する橋（橋の名前は「いいだはし」）であることから「飯田橋」と命名された[7]。
3. 飯田橋（駅名）
1928年（昭和3年）、当時の国鉄は飯田町駅の旅客営業および牛込駅を廃止すると同時に両駅の中間地点に新駅を設置したが、その際、至近であったこの橋の名をとって「飯田橋駅」と命名した。
以降、駅周辺の地域名として「飯田橋」の通り名が次第に浸透し、逆に「飯田町」という地名の存在感は少しずつではあるが薄れていくこととなった。
4. 飯田橋（町丁名）
1966年（昭和41年）の住居表示実施[8]の折には、上記のような変化を反映して「飯田町」の呼称を廃し、駅周辺の通称地名としてすでに定着していた「飯田橋」の名を使った町丁名（一丁目から四丁目）が新たに生まれることとなった。

### 町名の変遷
| 実施後         | 実施年月日   | 実施前（特記なければ各町名ともその一部）                                             |
| -------------- | ------------ | ------------------------------------------------------------------------------------ |
| 飯田町一丁目   | 1933年7月1日 | 飯田町三丁目、飯田町四丁目、飯田町五丁目、三崎町三丁目、左記地域に沿接する官有無番地 |
| 飯田町二丁目   | 1933年7月1日 | 飯田町四丁目、飯田町五丁目、飯田町六丁目、三崎町三丁目、左記地域に沿接する官有無番地 |
| 富士見町二丁目 | 1933年7月1日 | 飯田町六丁目、富士見町五丁目（全域）、左記地域に沿接する官有無番地                   |

| 実施後       | 実施年月日    | 実施前（各町名ともその一部） |
| ------------ | ------------- | ---------------------------- |
| 飯田橋一丁目 | 1966年10月1日 | 飯田町一丁目                 |
| 飯田橋二丁目 | 1966年10月1日 | 飯田町一丁目                 |
| 飯田橋三丁目 | 1966年10月1日 | 飯田町二丁目                 |
| 飯田橋四丁目 | 1966年10月1日 | 飯田町二丁目、富士見町二丁目 |

#### 再開発
飯田橋二・三丁目地区、飯田橋四丁目・富士見地区でそれぞれ再開発が予定されている。（完成時期は未定）

## 世帯数と人口
2025年（令和7年）3月1日現在（千代田区発表）の世帯数と人口は以下の通りである。
| 丁目         | 世帯数    | 人口    |
| ------------ | --------- | ------- |
| 飯田橋一丁目 | 230世帯   | 378人   |
| 飯田橋二丁目 | 868世帯   | 1,535人 |
| 飯田橋三丁目 | 200世帯   | 454人   |
| 飯田橋四丁目 | 409世帯   | 730人   |
| 計           | 1,707世帯 | 3,097人 |

### 人口の変遷
国勢調査による人口の推移。
| 年                 | 人口  |
| ------------------ | ----- |
| 1995年（平成7年）  | 1,357 |
| 2000年（平成12年） | 1,659 |
| 2005年（平成17年） | 2,079 |
| 2010年（平成22年） | 2,361 |
| 2015年（平成27年） | 2,626 |
| 2020年（令和2年）  | 2,755 |

### 世帯数の変遷
国勢調査による世帯数の推移。
| 年                 | 世帯数 |
| ------------------ | ------ |
| 1995年（平成7年）  | 568    |
| 2000年（平成12年） | 723    |
| 2005年（平成17年） | 966    |
| 2010年（平成22年） | 1,208  |
| 2015年（平成27年） | 1,471  |
| 2020年（令和2年）  | 1,481  |

## 学区
区立小・中学校に通う場合、学区は以下の通りとなる（2017年8月時点）。なお、千代田区の中学校では学校選択制度を導入しており、区内全域から選択することが可能。
- 区域 : 一丁目、二丁目、三丁目、四丁目　各全域
  - 小学校 : 千代田区立富士見小学校
  - 中学校 : 千代田区立麹町中学校 または 千代田区立神田一橋中学校

## 事業所
2021年（令和3年）現在の経済センサス調査による事業所数と従業員数は以下の通りである。
| 丁目         | 事業所数    | 従業員数 |
| ------------ | ----------- | -------- |
| 飯田橋一丁目 | 340事業所   | 4,167人  |
| 飯田橋二丁目 | 278事業所   | 8,376人  |
| 飯田橋三丁目 | 348事業所   | 14,965人 |
| 飯田橋四丁目 | 344事業所   | 4,773人  |
| 計           | 1,310事業所 | 32,281人 |

### 事業者数の変遷
経済センサスによる事業所数の推移。
| 年                 | 事業者数 |
| ------------------ | -------- |
| 2016年（平成28年） | 1,059    |
| 2021年（令和3年）  | 1,310    |

### 従業員数の変遷
経済センサスによる従業員数の推移。
| 年                 | 従業員数 |
| ------------------ | -------- |
| 2016年（平成28年） | 31,580   |
| 2021年（令和3年）  | 32,281   |

### 主な企業
- 大和ハウス工業 東京本社（登記上の本店は大阪市北区）
- 日本ハウスホールディングス 東京本社
- インターネットイニシアティブ 本社
- KDDI 飯田橋本社（登記上の本店は新宿区）
- 大塚商会 本社
- 秋田書店
- 竹書房 - 2021年3月29日に三番町に移転。
- 学陽書房
- 三笠書房 / フランス書院
- 日建設計

## 施設
飯田橋1 - 4丁目域内の施設を示す。
教育機関
- 東京都立大学飯田橋キャンパス（東京区政会館内）

公共機関
- 東京区政会館（公益財団法人特別区協議会）
- 東京二十三区清掃一部事務組合（東京区政会館内）
- 東京しごとセンター
- イギリス大使館文化部
- 国際原子力機関東京地域事務所

その他
- ガーデンエアタワー
- ホテルメトロポリタンエドモント 本館・イーストウィング
- 白菊稲荷神社
- 鳶頭（トビトビ）だんだん - 富士見二丁目4番から飯田橋四丁目3番の石段

## 交通

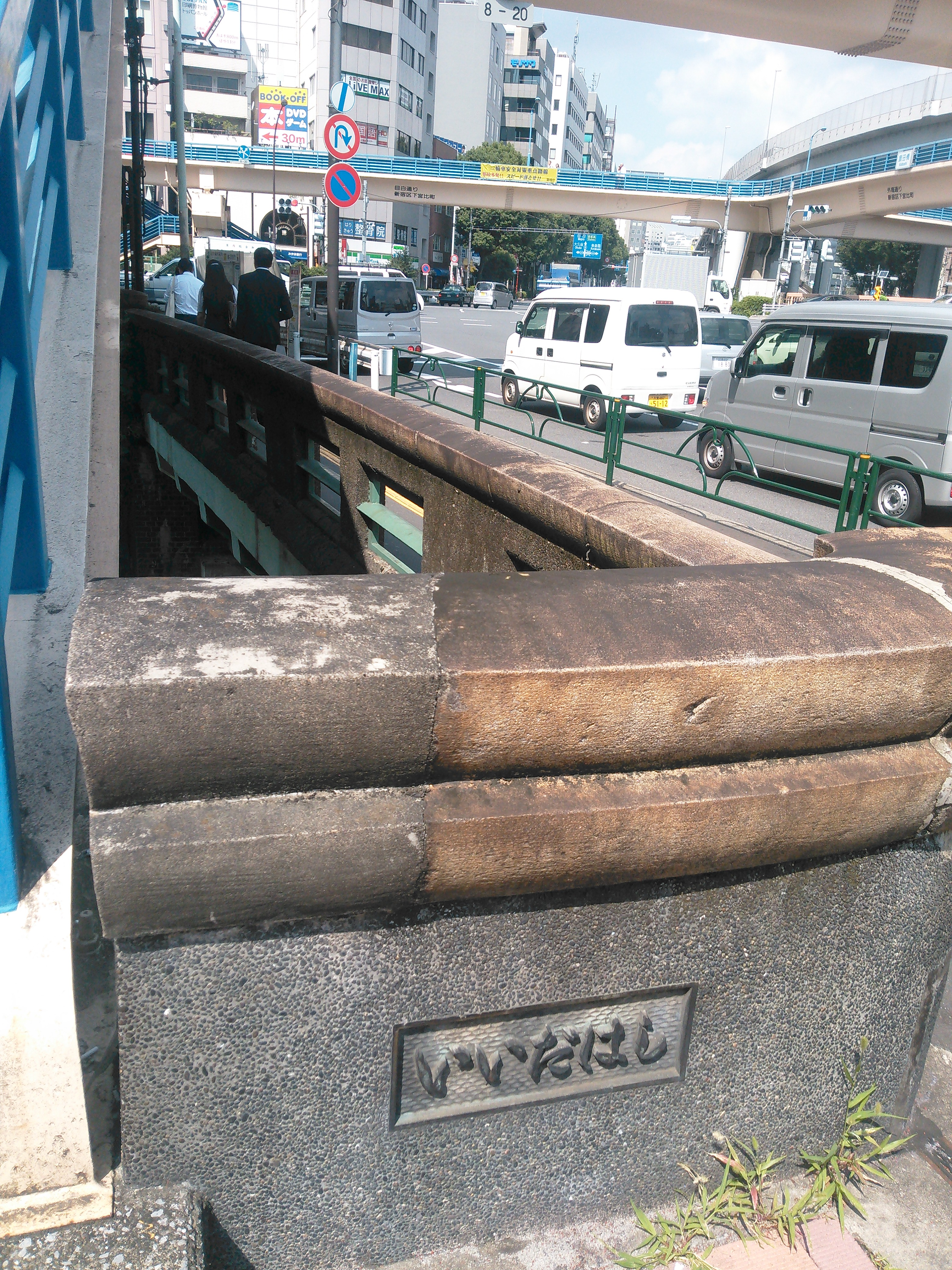
橋梁としての「飯田橋（いいだはし）」は、目白通りが外堀を渡る短い橋である

### 鉄道
- JR東日本 飯田橋駅（■中央・総武線（各駅停車））
- 東京地下鉄 飯田橋駅（○東西線、○有楽町線、○南北線） - 出入口が設けられている。（所在地：新宿区神楽坂）
- 都営地下鉄 飯田橋駅（○大江戸線） - 出入口が設けられている。（所在地：文京区後楽）

### バス
- 都営バス飯64 飯田橋 / 飯田橋一丁目

### 道路
- 東京都道8号千代田練馬田無線（目白通り）
- 首都高速5号池袋線

## その他

### 日本郵便
- 郵便番号 : 102-0072[4]（集配局 : 麹町郵便局[21]）。